# Cixius mukanensis
Cixius mukanensis är en insektsart som beskrevs av Synave 1953. Cixius mukanensis ingår i släktet Cixius och familjen kilstritar. Inga underarter finns listade i Catalogue of Life.